# Omni Coliseum
Le Omni Coliseum, aussi appelé The Omni, était une salle omnisports située dans le centre-ville d'Atlanta en Géorgie. Elle faisait partie du Omni Complex, aujourd'hui connu comme CNN Center.
De 1972 à 1997, ses locataires étaient les Hawks d'Atlanta, une équipe de basket-ball évoluant en NBA et les Flames d'Atlanta qui était une équipe de hockey sur glace de la LNH transférée à Calgary en 1980. L'arène avait également les Atlanta Knights de la Ligue internationale de hockey comme locataires entre 1992 et 1996. Sa capacité était de 16 378 places pour le basket-ball et 15 278 places pour le hockey sur glace.

## Histoire
Cette arène était une merveille architecturale une fois construite, combinant la conception innovatrice pour le toit, les sièges, et de la structure. Le logo de la salle est basé sur la forme de l'emplacement des tribunes. Son extérieur était supposé « à la rouille superficielle » se scellant elle-même, faisant une structure solide d'acier qui durerait pendant des décennies.
Le Omni a été célèbre pour son toit distinctif, souvent comparé sur sa ressemblance à une boîte à œufs. Les Atlanta Knights ont été la seule équipe pro à gagner une coupe dans le bâtiment en gagnant la Coupe Turner en 1994. L'arène a également accueilli le Final Four basket-ball NCAA de 1977, gagnée par les Marquette Golden Eagles sur les North Carolina Tar Heels qui était le dernier match de l'entraîneur Al McGuire, un tournoi de basket-ball masculin de la Southeastern Conference et trois de la Atlantic Coast Conference, le NBA All-Star Game 1978 le 5 février, le NCAA Women's Basketball Final Four de 1993, et les matchs de volley-ball pour les Jeux olympiques d'été de 1996. Les Flames d'Atlanta ont été depuis remplacés par les Thrashers d'Atlanta, qui ont commencé le jeu en 1999 après que l'Omni a été démoli et que la Philips Arena soit construite.
Le Omni était également le centre organisateur de beaucoup d'événements  légendaire de catch, car c'était l'« arène à domicile » (home arena en anglais) pour plusieurs des promotions rivales de la WWE, commençant par le Georgia Championship Wrestling. Après qu'elles ont été vendues, les Jim Crockett Promotions de la National Wrestling Alliance et son successeur, la World Championship Wrestling de Ted Turner/Time Warner ont employé le bâtiment beaucoup de fois. Au total, quatre Starrcades ont été tenus là, aussi bien que des combats du NWA Great American Bash et Slamboree 1993. Dans la réalité, le Omni n'était pas « l'arène à domicile » pour les Jim Crockett Promotions, c'était le Greensboro Coliseum. Quand Ted Turner a racheté la part de JCP (Jim Crockett Promotions) en 1989, le Omni est devenu « l'arène à domicile » pour le NWA/WCW.
Le Omni Coliseum organisait fréquemment des actes musicaux, avec des interprètes tels qu'Elvis Presley, Van Halen, Bon Jovi, Def Leppard, The Who, R.E.M., et l'événement de Phish lors de Halloween en 1996. Le live video de Def Leppard « In the Round, In Your Face » a été filmée dans cette salle en 1988. Parmi les autres événements non-sportifs accueillis dans l'Omni était la Democratic National Convention en 1988.

## Problèmes
Un des problèmes majeurs du Omni Coliseum était que certaines innovations techniques n'étaient pas réussies. Le pire fut l'état des façades extérieures qui ne cessèrent de rouiller au fil du temps. Dans le milieu des années 1990, la rouille avait pris une telle ampleur que plusieurs secteurs furent fermés, cela à cause de trous assez grands permettant à certaines personnes de ramper à travers les murs pour y voir les événements. Vers la fin des années 1980 et le début des années 90, de plus en plus d'équipes NBA et LNH construisaient de nouvelles arènes plus modernes et confortables, avec beaucoup plus d'espaces réservés aux clients les plus riches, tels que les suites de luxe (luxury boxes) et les sièges de club, ceci permettant d'augmenter les revenus des franchises. Certaines de ces nouvelles salles comptaient plus de 200 suites de luxe, comparées à l'Omni qui disposait de seulement 16 suites et aucun siège de club, de ce fait mettant les Hawks d'Atlanta dans une situation de concurrence désavantageuse. Par conséquent, la Philips Arena fut achevée en 1999.

## Événements
- Volley-ball aux Jeux olympiques d'été de 1996
- Democratic National Convention, 18-21 juillet 1988
- NBA All-Star Game 1978, 5 février 1978
- Final Four basket-ball NCAA, 1977
- NCAA Women's Basketball Final Four, 1993
- Starrcade, 1985, 1986, 1989 et 1992
- Great American Bash, 2 août 1986
- Great American Bash, 4 juillet 1987
- WCW Slamboree 1993: A Legend's Reunion, 23 mai 1993
- Coupe Turner, 1994
- Concert Cat Stevens, 30 octobre 1972
- Concert Elvis Presley, 21 juin 1973
- Concert Metallica, 23 avril 1997
- Concert Madonna, The Virgin Tour, le 14 mai 1985
- Concert Madonna, Who's That Girl Tour, le 29 juin 1987